# Edward Filgate
Edward Filgate (* 16. September 1915 in Louth, County Louth; † 19. Januar 2017 in Ardee, County Louth) war ein irischer Politiker der Fianna Fáil. 

## Karriere
Edward Filgate wurde bei den Wahlen zum Dáil Éireann 1977 erstmals als Teachta Dála (Abgeordneter) in das Unterhaus gewählt. Bei den Wahlen 1981 und im Februar 1982 konnte er genügend Stimmen auf sich vereinen, um seinen Sitz im Dáil Éireann zu verteidigen. Dann trat er jedoch nicht noch einmal zu Wahlen an.
Filgate war mit seiner Frau Elish verheiratet, mit der er fünf Kinder hatte.